# Кренчкув
Кренчкув (пол. Kręczków, нім. Lindenbrunn) — село в Польщі, у гміні Борув Стшелінського повіту Нижньосілезького воєводства.
Населення — 142 особи (2011).
У 1975-1998 роках село належало до Вроцлавського воєводства.

## Демографія
Демографічна структура станом на 31 березня 2011 року:
|          | Загалом | Допрацездатний вік | Працездатний вік | Постпрацездатний вік |
| -------- | ------- | ------------------ | ---------------- | -------------------- |
| Чоловіки | 69      | 14                 | 44               | 11                   |
| Жінки    | 73      | 11                 | 42               | 20                   |
| Разом    | 142     | 25                 | 86               | 31                   |